# (814) Tauris
(814) Tauris (1916 YT) – planetoida z pasa głównego asteroid okrążająca Słońce w ciągu 5 lat i 217 dni w średniej odległości 3,15 au. Została odkryta 2 stycznia 1916 roku w Obserwatorium Simejiz na górze Koszka na Półwyspie Krymskim przez Grigorija Nieujmina. Nazwa pochodzi od Tauris, starożytnej nazwy Krymu. Przed nadaniem nazwy planetoida nosiła oznaczenie tymczasowe (814) 1916YT.